# هانسبورو (داکوتای شمالی)
هانسبورو(به انگلیسی: Hansboro) شهری در ایالت داکوتای شمالی کشور ایالات متحده آمریکا است که جمعیت آن در سرشماری سال ۲۰۱۰ میلادی، ۱۲ نفر بوده‌است.